# 6115 Martinduncan
6115 Martinduncan eller 1984 SR2 är en asteroid i huvudbältet som upptäcktes den 25 september 1984 av den amerikanske astronomen Brian A. Skiff vid Anderson Mesa Station. Den är uppkallad efter den kanadensiske astronomen Martin J. Duncan.
Asteroiden har en diameter på ungefär 5 kilometer och den tillhör asteroidgruppen Flora.